# Gayle King
Gayle King   (Chevy Chase, 28 de desembre de 1954) és una personalitat de televisió nord-americana, autora i periodista de difusió de CBS News, copresentadora del seu programa matinal insígnia, CBS Mornings, i abans del seu predecessor CBS This Morning. També és editora general d'O, The Oprah Magazine. King va ser nomenada una de les "100 persones més influents del 2019" per la revista Time.
El 27 de febrer de 2025, es va anunciar que King formaria part de la tripulació de l'onzè vol a l'espai de Blue Origin sota el programa New Shepard, juntament amb Katy Perry, Amanda Nguyen, Aisha Bowe, Kerianne Flynn i la també periodista Lauren Sánchez. Es preveu que el llançament tingui lloc el 14 d'abril de 2025. Aquest llançament convertiria tant King com Sánchez en els primers periodistes a volar a l'espai.